# Michel Dernies
Michel Dernies (* 6. Januar 1961 in Nivelles, Provinz Wallonisch-Brabant) ist ein ehemaliger professioneller belgischer Radrennfahrer und späterer Sportlicher Leiter. Er war von 1983 bis 1995 als Profi aktiv.

## Karriere

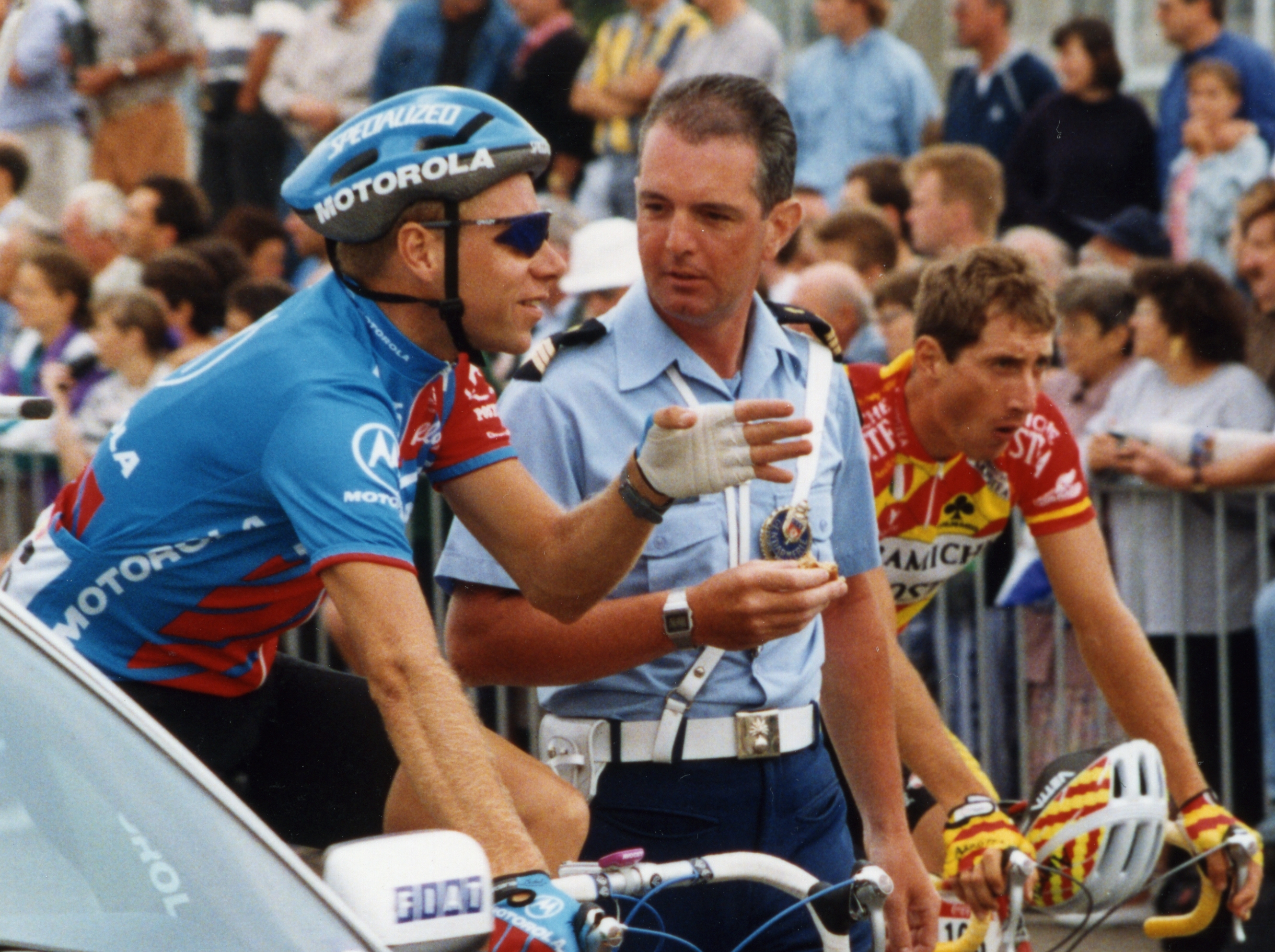
Michel Dernies bei der Tour de France 1993

Dernies wurde 1983 beim Fangio Profi und konnte in seinem ersten Jahr einen dritten Platz bei den Belgischen Meisterschaften im Straßenrennen und einen zweiten Platz beim Flèche Hesbignonne vorweisen. 1985 wurde er Etappenzweiter bei der Tour de Suisse und Fünfter beim Grand Prix de Wallonie und nahm zum ersten Mal an der Tour de France teil. Beim Grand Prix de Wallonie wurde er 1986 Zweiter und nahm erneut bei der Tour de France teil.
Seine ersten größeren Erfolge konnte er mit dem zweiten Platz bei Lüttich–Bastogne–Lüttich und seinem Sieg beim Rund um den Henninger Turm 1988 feiern.
Sein erfolgreichstes Jahr absolvierte er 1990, wobei er neben seinen Siegen auch noch jeweils den zweiten Platz bei Paris-Brüssel und Grand Prix de Wallonie belegte und noch Sechster bei Wincanton Classic wurde. In den Folgejahren konnte er keine nennenswerte Ergebnisse mehr einfahren und beendete seine Karriere zum Ende der Saison 1995. Insgesamt nahm Dernies zwölf Mal an großen Landesrundfahrten teil.
Von 1994 ab war Dernies Stadtrat für Sport und Jugend in Tubize, Provinz Wallonisch-Brabant. 2009 trat er von diesem Amt, aufgrund von Vorwürfen wegen Unterschlagung, zurück.
Von 2011 ab war er Sportlicher Leiter beim Team Wallonie Bruxelles-Crédit Agricole. Seit 2016 arbeitet er für das Team Roubaix Métropole européene de Lille.

## Familie
Sein Sohn Tom Dernies ist auch Radrennfahrer und fährt 2020 für das Team Natura4Ever-Roubaix Lille Métropole.

## Erfolge
1983
- Belgische Meisterschaften – Straßenrennen
- eine Etappe Tour Européen Lorraine-Alsace

1990
- Gesamtwertung und eine Etappe Kellogg’s Tour
- eine Etappe Tour de Romandie
- eine Etappe Route d’Occitanie

1991
- Binche–Chimay–Binche

## Wichtige Platzierungen
| Grand Tour            | 1984 | 1985 | 1986 | 1987 | 1988 | 1989 | 1990 | 1991 | 1992 | 1993 | 1994 | 1995 |
| --------------------- | ---- | ---- | ---- | ---- | ---- | ---- | ---- | ---- | ---- | ---- | ---- | ---- |
| Giro d’ItaliaGiro     | –    | –    | –    | –    | –    | –    | –    | –    | 84   | 125  | 81   | –    |
| Tour de FranceTour    | –    | 96   | 113  | 115  | –    | 108  | 58   | 105  | 106  | 116  | 104  | –    |
| Vuelta a EspañaVuelta | –    | –    | –    | –    | –    | –    | –    | –    | –    | –    | –    | –    |

| Monument                 | 1984 | 1985 | 1986 | 1987 | 1988 | 1989 | 1990 | 1991 | 1992 | 1993 | 1994 | 1995 |
| ------------------------ | ---- | ---- | ---- | ---- | ---- | ---- | ---- | ---- | ---- | ---- | ---- | ---- |
| Mailand–Sanremo          | –    | –    | –    | 145  | 92   | –    | –    | 34   | –    | –    | –    | –    |
| Flandern-Rundfahrt       | –    | –    | –    | –    | 27   | 47   | 32   | 51   | –    | –    | –    | 98   |
| Paris–Roubaix            | 37   | –    | –    | –    | –    | –    | –    | –    | –    | –    | –    | 56   |
| Lüttich–Bastogne–Lüttich | 24   | 73   | 44   | –    | 2    | –    | 20   | 32   | 30   | –    | 61   | 71   |
| Lombardei-Rundfahrt      | –    | –    | –    | –    | –    | –    | –    | –    | –    | –    | –    | –    |